# Tavamunter Augstenberg

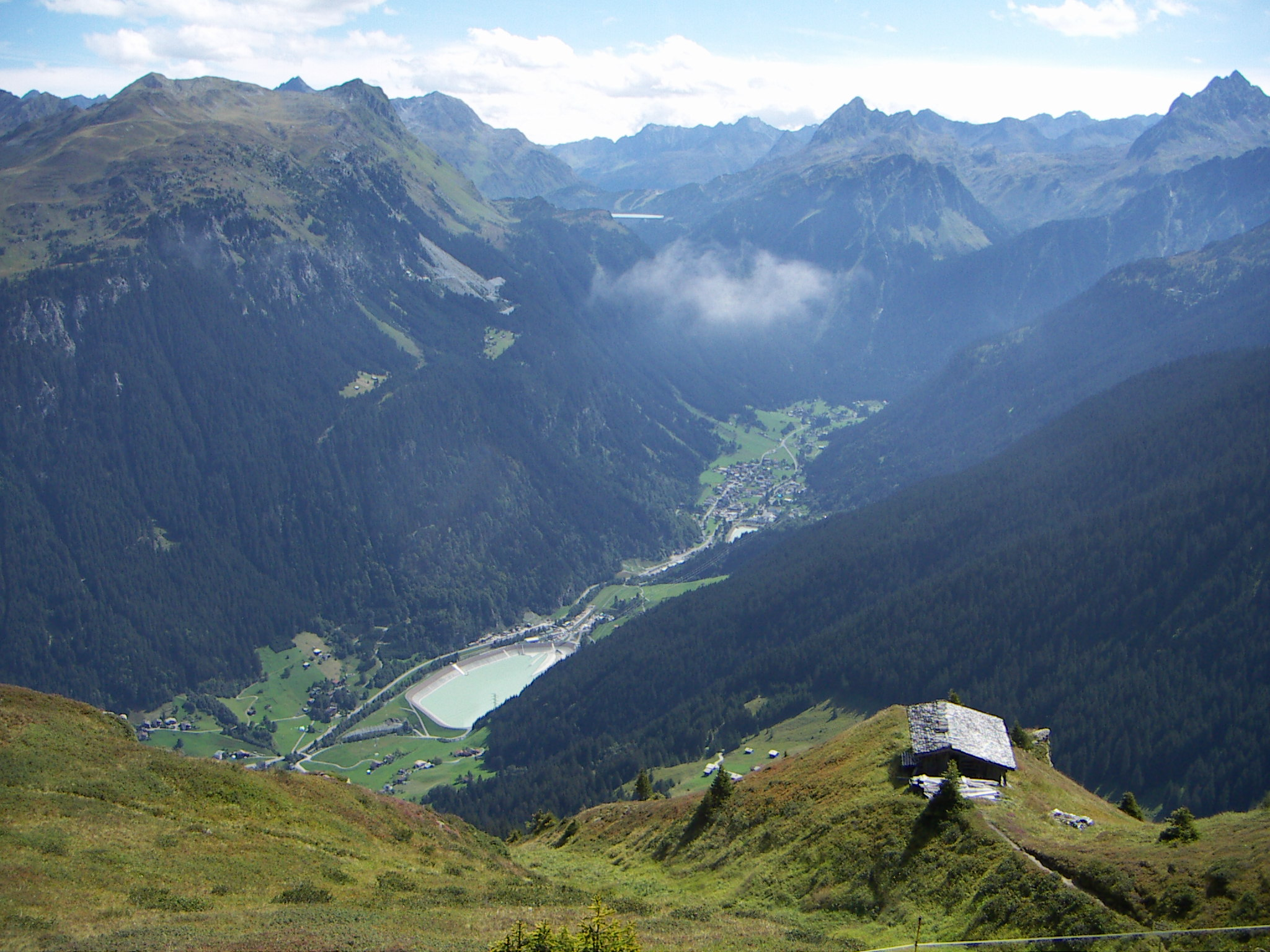
Partenen, von der Versettlabahn über das Ausgleichsbecken Rifa des Rifawerks taleinwärts, über dem Ort glänzt der Kopssee, rechts die Vallüla, links Tavamunter Augstenberg/Versalspitze

Der Tavamunter Augstenberg (auch: Tafamunter Augstenberg) ist ein 2489 m hoher Berg im Verwall im Gemeindegebiet von Gaschurn (Partenen) im Montafon, Vorarlberg. Benachbart zum Augstenberg ist im Süden die Versalspitze (2462 m ü. A.).
Der Tavamunter Augstenberg und die Versalspitze bilden das Westende des Valschavielkamms und dieser grenzt das Valschavieltal im Süden ab.
Der Tavamunter Augstenberg wird im Biotopinventar Vorarlberg, zusammen mit dem unteren Valschavieltal und dem Verbellatal (Nr. 11018) mit einer Fläche von 1091,7 ha geführt.
Unterhalb des Tavamunter Augstenberg und der Versalspitze liegt auf 2211 m ü. A. das nicht mehr bewirtschaftete, 1931 erbaute, Versailhaus (sprich [fer'zai:l…], nicht mit «w», auch Versal-Haus), ein ehemaliges Schutzhaus im Verwall.

## Namensherleitung
„Augsten“ stammt vermutlich vom Monatsnamen August (lateinisch augustus) ab und weist auf die eingeschränkte Möglichkeit der Bewirtschaftung der Hänge durch Heuen oder Viehtrieb, eben meist nur im Monat August, hin.

## Wandern
Der Tavamunter Augstenberg ist ein leicht zu erklimmender Berg mit schöner Rundumsicht (mittlere Kondition erforderlich). Der Augstenberg ist von der Heilbronner Hütte über die Verbelaalpe in etwa zwei bis drei Stunden zu Fuß erreichbar. Vom Tal, Partenen, über die Alpe Tavamunt (Tafamuntbahn) am Versailhaus vorbei in etwa vier bis fünf Stunden. Die Versalspitze ist vom Augstenberg in etwa einer halben Stunde erreichbar.